# Шрёдер, Фридрих Людвиг
Фридрих Людвиг Шрёдер (3 ноября 1744, Шверин — 3 сентября 1816, Реллинген вблизи Пиннеберга) — немецкий актёр, театральный директор, драматург, великий мастер Великой ложи Гамбурга. Как реформатор масонства известен созданием масонского ритуала, впоследствии названного в его честь. Этот ритуал до сих пор используют масонские ложи в Германии, Бразилии, Австрии, Швейцарии, Болгарии, а также старейшая немецкая ложа «Авессалом к трём крапивам».

## Происхождение и юность
Родился в Шверине 3 ноября 1744 года в семье немецкого органиста. Вскоре после рождения сына его мать, София Шарлотта Шрёдер, урождённая Бирейхль (1714—1792), рассталась со своим мужем и, присоединившись к театральной труппе Шёнемана, выступала в Польше и России, где познакомилась с актёром Конрадом Акерманном. Брак не был расторгнут и только после смерти мужа она вышла в 1749 году в Москве замуж за Акерманна.
Фридрих уже в раннем детстве неоднократно выступал в детских ролях в спектаклях — в России, Пруссии и Польше; впервые он появился на сцене в Санкт-Петербурге в трёхлетнем возрасте, в прологе сочинённом его матерью, в аллегорической роли невинности.
В 1756 году родители оставили его в «колледже Фридриха» в Кёнигсберге, где во время Семилетней войны он едва не погиб. В 1759 году он приехал к родителям в Швейцарию, где в труппе своего отчима сначала участвовал по преимуществу в балете, а потом и в драме. Его актёрская деятельность развилась главным образом в Гамбурге, куда со своей труппой переехал Аккерман и основал там драматический театр.

## Актёр и театральный директор
Шрёдер познакомился с просветителем Готхольдом Эфраимом Лессингом, когда тот в 1767 году приехал Гамбург, где начал работать в Гамбургском национальном театре, драматургом и критиком. Из-за экономических причин театр был вынужден закрыться в 1769 году. После смерти Акермана в 1771 году Шрёдер с матерью взяли на себя руководство Гамбургской сценой. После постановки комедии «Коварный» Фридрих Шрёдер стал известен как драматург. Вскоре последовал целый ряд постановок, в то же время Шрёдер активно занимается улучшением и модернизацией немецких театров.
Шрёдер был горячим сторонником нового театрального направления, проповедуемого Лессингом, и много потрудился над освобождением немецкой сцены от рабского подражания французскому ложноклассическому театру. Он одним из первых постарался ввести в немецкий репертуар произведения Шекспира и других английских писателей, вместо французских пьес Расина, Корнеля и др. Особенно известным его сделали постановки трагедий Шекспира в переводе Кристофа Мартина Виланда. В 1776 году (впервые в городе Гамбурге) им была представлена трагедия «Гамлет»; главную роль блестяще исполнил его ученик Франц Брокман.
В 1780 году Шрёдер отправился в поездку по Германии, затем — в Париж и в 1781 году — в Вену, где возглавил Венский дворцовый театр. Однако вскоре вновь вернулся в Гамбург, где и руководил театром до 1798 года. В этом же году купил поместье Реллинген и, переехав туда, посвятил себя литературной деятельности.
В 1811 году он принял вновь на себя руководство сценой. В последующие годы прославился, как исполнитель ролей короля Лира, Филиппа II в шиллеровском «Дон Карлосе».

## Реформатор масонства

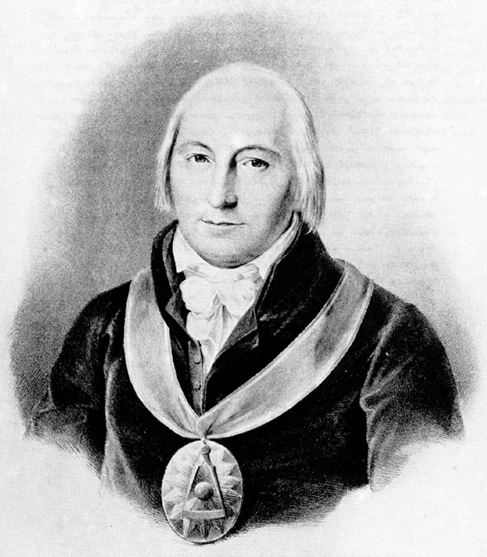
Шрёдер в ленте великого мастера

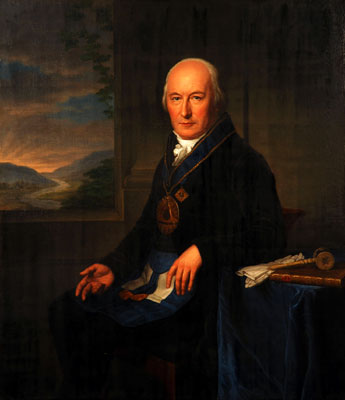
Шрёдер в облачении великого мастера

В 1774 году, по предложению Йоханна Кристофа Бодеса, без баллотировки был принят в гамбургскую ложу «Эммануэль к ландышу», в которой в 1775 году получил степень мастера масона. В 1787 году стал мастером стула в той же ложе.
В 1792—1793 году он стал членом ложи «Единство и толерантность». В 1795 году по его инициативе открылся масонский госпиталь в Гамбурге.
С подачи Шрёдера «Великая ложа Гамбурга», в 1811 году, стала независимой самоуправляемой великой ложей; в 1814 году он стал её великим мастером и возглавлял её до своей смерти в 1816 году. Параллельно своей работе в ложе «Эммануель к ландышу», он основал дикую ложу «Элиза к тёплому сердцу», которая была задумана для актёров, и где в основном актёры и работали. Ложа распалась в 1777 году. Шрёдер был сооснователем «Узкого союза» и сотрудником «Союза германских вольных каменщиков», позже и «Союза согласных». В начале 1800 года он стал решительным реформатором масонского ритуала в сотрудничестве с Йоханном Готтфридом Хердером, Иоганном Вольфгангом фон Гёте, Карлом Леонардом Райнхольдом и Кристофом Вильгельмом Хуфеландом.
Во второй половине XVIII века система этаблировалась в т. н. «строгое соблюдение» — систему иерархическую, опирающуюся на английскую систему дополнительных степеней.

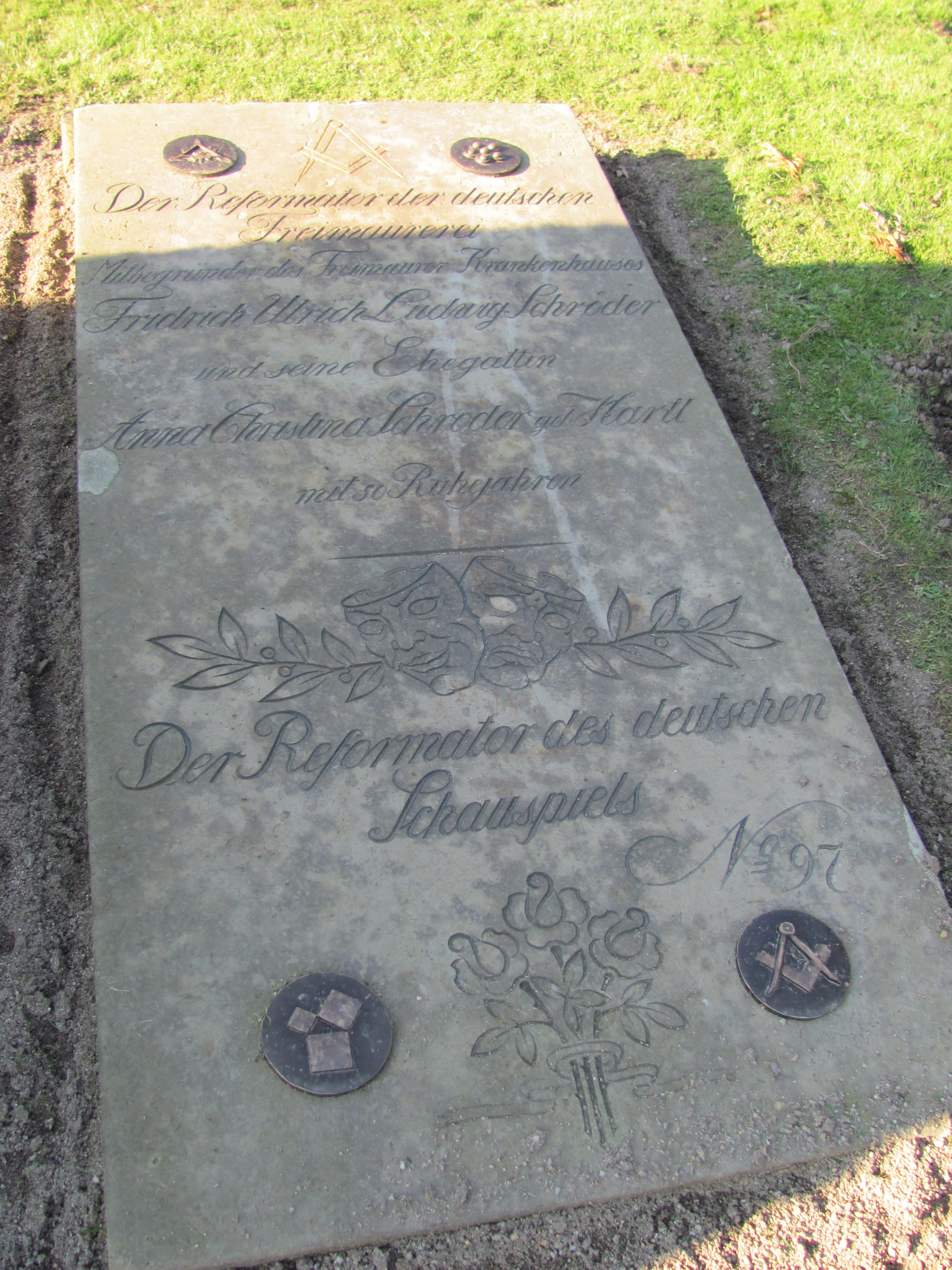
Надгробная плита на могиле Ф. Л. Шрёдера

К началу 1780-х годов возникает движение по возвращению к старому ритуалу трёх градусов (ученик-подмастерье-мастер), в этом процессе реформ Георг Хайнрих Зивекинг потребовал ликвидации «иероглифов и символов», называя их и обычаи — фарсом. Шрёдер ответил речью «Нравственность и услужливость, как первичная материя дружбы, равно как о наших символах и тайнах» в своей ложе «Эммануэль к ландышу». В этой речи он высказывает требование роспуска масонства сразу и показывает его значимость для братской цепи. Это приводит к словесным баталиям между ним и Зевекингом, в результате Зевекинг 10 апреля 1790 года оставил должность мастера стула гамбургской ложи «Св. Георг к зелёной ели» и прекращает активную масонскую деятельность.
Так как старые английские тексты оказались утеряны, предпринимается попытка их реконструировать. На этом поприще Шрёдер особенно проявил себя. Он собирал «Материалы о истории масонства с дня его основания в 1723 году» и в 1815 году издал их. На основании данной работы он создал немецкие ритуалы для трёх первых градусов, которые по сегодняшний день называются ритуалами Шрёдера и используются благодаря своей простой ясности и ритуальной динамике так же как и признание «идеи республиканства». Масонский исследователь Игнац Аврелий Фесслер в Берлине работал над подобными же реформами, и в конце предложил всё же другой путь (Ритуал Фесслера).
Шрёдер умер 3 сентября 1816 года в своём имении и был похоронен в Гамбурге на Ольсдорфском кладбище.

## Некоторые сочинения Шрёдера
- «Кузен в Лиссабоне» 1784
- «Театральные законы» 1787
- «Материалы о истории масонства с дня его основания в 1723-году» 1815

### Издания его сочинений
- Friedrich Ludwig Schröders dramatische Werke, hrsg. von Eduard von Bülow, mit einer Einleitung von Ludwig Tieck, 4 Bände, Berlin 1831
- Anton Franz Riccoboni’s und Friedrich Ludwig Schröder’s Vorschriften über die Schauspielkunst: eine praktische Anleitung für Schauspieler und Declamatoren, Leipzig 1821

### Письма
- Herbert Schneider (Hrsg.): Die Freimaurerkorrespondenz: Friedrich Ludwig Schröder, Friedrich Ludwig Wilhelm Meyer; 1802—1816, Hamburg 1979, ISBN 3-87050-149-9
- Berthold Litzmann (Hrsg.): Schröder und Gotter: eine Episode aus der deutschen Theatergeschichte; Briefe Friedrich Ludwig Schröders an Friedrich Wilhelm Gotter 1777 und 1778, Hamburg [u.a.] 1887